# إيثريوم
إيثريوم (بالإنجليزية: Ethereum) أو الإيثر (اختصار: ETH؛ علامة: Ξ) هي منصةٌ عامةٌ وعملة معماة لامركزية مفتوحة المصدر تعتمد على تقنية سلسلة الكتل التي تقوم بوظيفة بالعقد الذكي التي من خلاله تسهل إبرام عقد على الإنترنت يحاكي العقود التقليدية في الحقيقة مع توفير عنصر الأمان والثقة. تأتي عملة الإيثر في المرتبة الثانية بعد البيتكوين من حيث القيمة السوقية.
اقترح الإيثريوم في أواخر عام 2013 بواسطة المبرمج فيتاليك بوتيرين روسي-كندي الاصل. ومّول تطويره بواسطة جماهير الإنترنت خلال يوليو-أغسطس 2014. ومن بين مؤسسي الإيثريوم غافن وود وتشارلز هوسكينسون وأنتوني دي يوريو وجوزيف لوبين. بدأ تشغيل المنصة في 30 يوليو 2015.
يسمح الإيثريوم للمستخدمين بإنشاء وتبادل رموز غير قابلة للاستبدال، وهي رموز فريدة تمثل ملكية أصل أو امتياز مرتبط، وأيضًا يسمح لأي شخص بنشر برامج لامركزية دائمة وغير قابلة للتغيير، والتي يمكن للمستخدمين التفاعل معها. توفر برامج التبادل اللامركزي مجموعة واسعة من الخدمات المالية دون الحاجة إلى وسطاء ماليين نموذجيين مثل الوساطة أو البورصات أو البنوك، والسماح لمستخدمي العملات المعماة بالاقتراض مقابل ممتلكاتهم أو إقراضهم للحصول على فائدة.
قامت الإيثريوم بترقية آلية توافقها من إثبات العمل إلى إثبات الحصة في 15 سبتمبر 2022 بعملية تعرف باسم (بالإنجليزية: the Merge).
في 23 يوليو 2024 وافقت الجهات التنظيمية في الولايات المتحدة على أول صناديق متداولة بالبورصة تستثمر مباشرة في "إيثريوم.

## التاريخ

### التأسيس من (2013 - 2014)

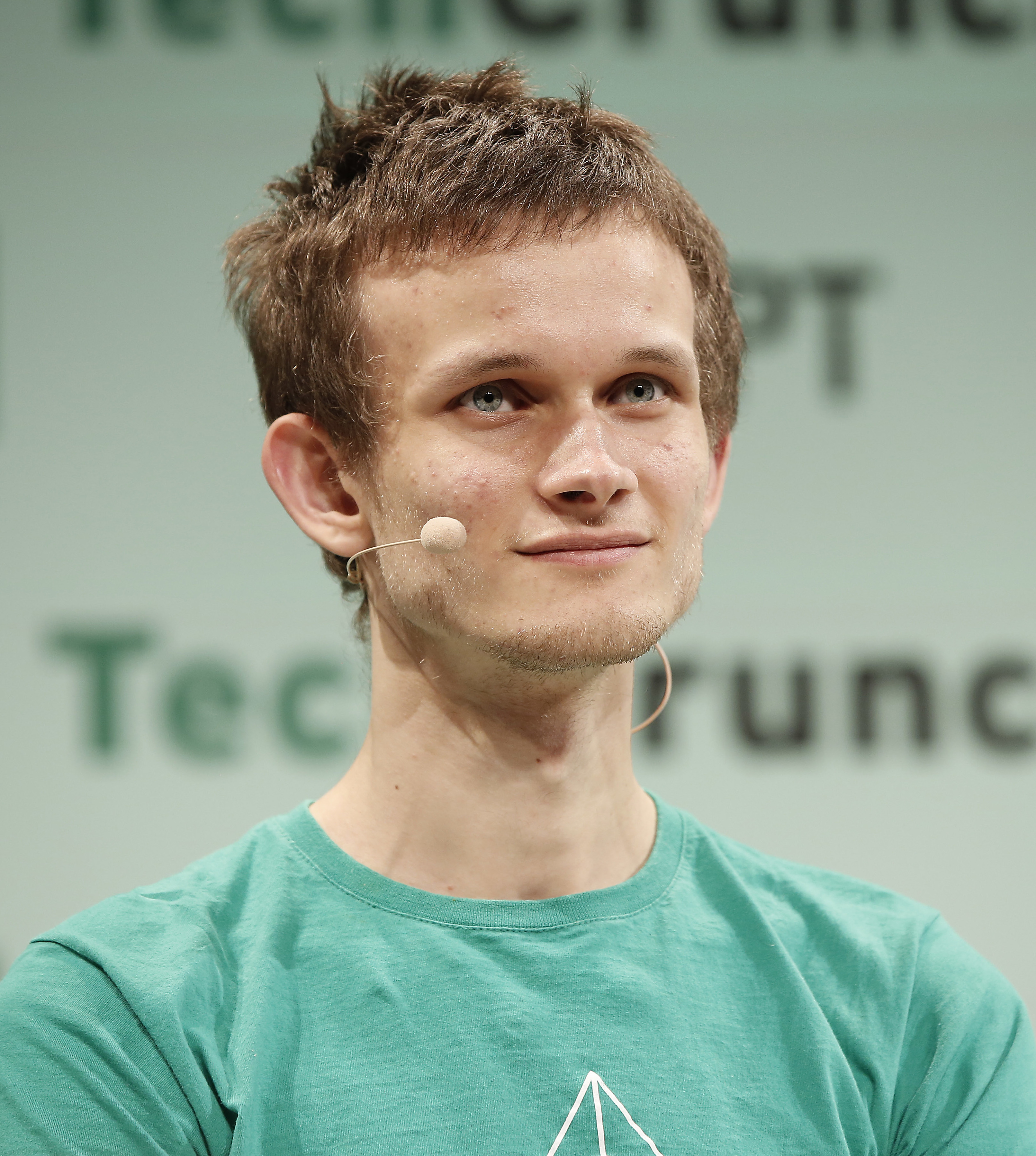
فيتاليك بوتيرين أحد مؤسسي الإيثريوم في عام 2015

قام المبرمج الروسي فيتاليك بوتيرين في أواخر عام 2013 بتقديم وصف للإيثريوم من خلال نشر الورقة البيضاء، الذي وصف من خلالها طريقة لبناء برامج لامركزية، وجادل مطوري بيتكوين كور بأن تقنية بيتكوين وسلسلة الكتل يمكن أن تستفيد من البرامج أو التطبيقات الأخرى إلى جانب المال وأنها بحاجة إلى لغة أكثر قوة لتطويرها. عمل بوتيرين في عام 2013 لفترة وجيزة مع الرئيس التنفيذي لشركة إيتورو (يوني آسيا)، في مشروع العملات وصياغة الورقة البيضاء التي تحدد حالات الاستخدام الإضافية لتقنية سلاسل الكتل، لكن هذا المشروع فشل، لعدم الحصول على اتفاق حول كيفية استمرار المشروع، اقترح بوتيرين تطوير منصة جديدة بلغة نصية أكثر قوة - لغة برمجة كمال تورنغ - والتي أصبحت في النهاية الإيثريوم.
أعلن عن الإيثريوم في مؤتمر البيتكوين الذي أُقيم في ميامي بأمريكا الشمالية في يناير 2014. وخلال المؤتمر استأجر جافين وود، وتشارلز هوسكينسون، وأنتوني دي يوريو (الذي مول المشروع) منزلاً في ميامي مع بوتيرين، وتناقشوا حول كيفية تطوير الإيثريوم في المستقبل. دعا دي يوريو صديق جوزيف لوبين، الذي دعا المراسل مورغن بيك، للإدلاء بشهادته. كتب المراسل مورغن بيك عندما دُعي من قبل صديق جوزيف لوبين للإدلاء بشهادته حول التجربة وطرحها في مجلة وايرد. بعد ستة أشهر التقى المؤسسون مرة أخرى في زوغ بسويسرا، حيث أخبر بوتيرين المؤسسين أن المشروع سيستمر كمنظمة غير ربحية، وبعد ذلك بفترة وجيزة ترك هوسكينسون المشروع وأسس شركة آي أو أتش كي (IOHK)، وهي الشركة المسؤولة عن شبكة عملة الكاردانو.

### التطوير عام 2014
بدأ التطوير الرسمي للبرنامج الأساسي للإيثريوم في أوائل عام 2014 من خلال شركة إيث سويس (بالإنجليزية: Ethereum Switzerland GmbH).

## الإيثريوم 2.0
الإيثيريوم 2.0 (بالإنجليزية: Ethereum 2.0) (إختصار: Eth2) هي عبارة عن مجموعة ترقيات تُعرف باسم «المراحل» تهدف إلى نقل آلية توافق الشبكة إلى إثبات الحصة، وتوسيع نطاق نقل المعاملات من خلال تجزئة التنفيذ وبنية أي في أم المحسّنة. أطلقت أول هذه الترقيات المعروفة باسم «المرحلة 0» في أوائل ديسمبر 2020.

## الإيثر

الإيثر (ETH) هي العملة معماة تم إنشاؤها وفقًا لبروتوكول الإيثريوم كمكافأة للمعدنين في نظام إثبات العمل لإضافة كتل إلى سلاسل الكتل، يتم إنشاء كل كتلة إيثر جديدة عن طريق إضافة مبلغ محدد من البروتوكول إلى رصيد أي حساب يختاره المُعدِّن، والذي يُعرف بمكافأة الكتلة، حيث أن الإيثر هو العملة الوحيدة التي يقبلها بروتوكول الإيثريوم لدفع رسوم المعاملة الخاصة به، والتي تذهب أيضًا إلى عمال التعدين، توفر مكافأة الكتلة مع رسوم المعاملات حافزًا للمعدنين للحفاظ على نمو سلاسل الكتل (أي الاستمرار في معالجة المعاملات الجديدة)، لذلك يعد الإيثر جزء أساسي لتشغيل شبكة الإيثريوم.
يمكن للمستخدمين أو مالكي العملة إرسال إيثر من حساب إلى آخر عبر معاملة، والتي تستلزم ببساطة طرح المبلغ الذي سيتم إرساله من رصيد المرسل وإضافة نفس المبلغ إلى رصيد المستلم.

## الحسابات
في سلسلة كتل الايثريوم، على عكس «التعدين» في بيتكوين، يعمل المستخدمون على كسب «عملة الإيثر» وهو العملة الرقمية التي تغذي شبكة إيثريوم. بالإضافة إلى كونها عملة الإيثريوم عملة معماة قابلة للتداول، حيث يتم استخدام عملة الايثريوم أيضاً من قبل المطورين للدفع مقابل الخدمات على شبكة الاثريوم.

## العقد أو العنوان
تبدأ عناوين الإيثريوم بـ "0x" وبشكل متسلسل، تحتوي هذه العناوين على 40 رقمًا سداسيًا عشريًا مثل (0xc6be204a265094f3d8199d76fabba28802e47741). تكون عناوين العقد بنفس التنسيق، والتي يتم تحديدها بواسطة المرسل.

## غاز
هو وحدة حساب داخل أي في أم تُستخدم في حساب رسوم المعاملة وهو مبلغ من الإيثر الذي يجب على مرسل المعاملة دفعه إلى المُعدِّن الذي يُدرج المعاملة في سلسلة الكتل. يتم ترميز كل نوع من العمليات التي يمكن أن يقوم بها جهاز أي في أم بتكلفة غاز معينة، والتي من المفترض أن تكون متناسبة تقريبًا مع كمية الموارد (الحساب والتخزين) التي يجب أن تنفقها العقدة لأداء تلك العملية. عندما ينشئ المرسل معاملة يجب عليه تحديد حد الغاز وسعره، حد الغاز هو الحد الأقصى لكمية الغاز التي يرغب المرسل في استخدامها في المعاملة، وسعر الغاز هو مقدار الإيثر الذي يرغب المرسل في دفعه إلى عامل التعدين لكل وحدة غاز مستخدمة. كلما ارتفع سعر الغاز زاد الحافز الذي يتعين على المُعدِّن تضمين المعاملة في كتلته، وبالتالي يتم تضمين المعاملة بشكل أسرع في سلسلة الكتل. يشتري المرسل الكمية الكاملة من الغاز مقدمًا (أي يتم خصم المبلغ من رصيد الإيثر الخاص به: حد الغاز × سعر الغاز)، في بداية تنفيذ المعاملة، ويتم استرداده في النهاية مقابل أي غاز غير مستخدم، إذا كان كمية الغاز لا تكفي لإجراء العملية يتم إرجاع المعاملة ولكن لا يزال يتم رد قيمة الغاز غير المستخدم فقط إلى المرسل. في واجهات المستخدم، تُقوَّم أسعار الغاز عادةً على (بالإنجليزية: gigawei)، أو (Gwei) مصطلح يستخدم لكمية صغيرة جدا من عملة الإيثر ويستخدم عادة عند مناقشة رسوم المعاملات على شبكة الإيثريوم والتي تساوي 10 −9 إيثر (0.000000001 ETH). 

## رموز إي آر سي-20
يسمح معيار الرمز المميز أي آر سي-20 (بالإنجليزية: ERC-20) بإنشاء رموز قابلة للاستبدال على سلسلة الإيثريوم، ويوفر وظائف تتضمن نقل الرموز المميزة من حساب إلى آخر، والحصول على رصيد الرمز المميز الحالي للحساب، والحصول على إجمالي المعروض من الرمز المميز المتاح على الشبكة. أُطلق العديد من العملات المعماة كرموز أي آر سي-20 والتي وزعت خلال العرض الأولي. والتي يجب دفع رسوم إرسال الرموز المميزة أي آر سي-20 باستخدام عملة الإيثر.

## الرموز غير القابلة للاستبدال

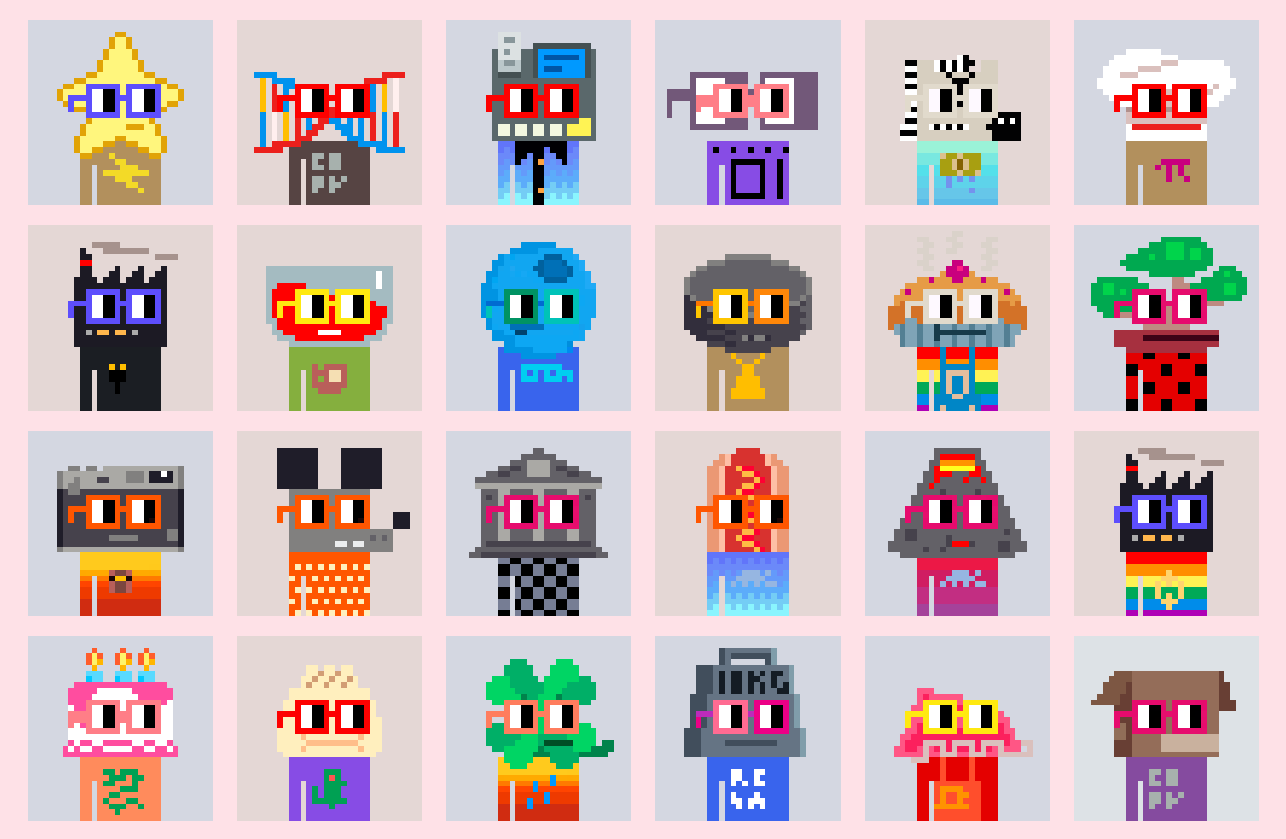
مجموعة رموز غير قابلة للاستبدال

يسمح الإيثريوم بإنشاء رموز فريدة وغير قابلة للتجزئة تسمى رموز غير قابلة للاستبدال. ولأنها فريدة من نوعها فقد استخدمت لتمثيل أشياء مثل المقتنيات والفن الرقمي والتذكارات الرياضية والعقارات الافتراضية والعناصر داخل الألعاب. نشر أول مشروع من هذا النوع في أكتوبر 2015 وعرض مباشرة في ديفكون1 في نوفمبر من نفس العام. باعت شركة كريستيز صورة NFT مقابل 69٫3 مليون دولار أمريكي في عام 2021. ويمكن أيضًا شراء الأراضي والمباني والصور الرمزية في العوالم الافتراضية (ميتافيرس) المبنية على سلسلة الكتل وبيعها على أنها صور أو رموز NFTs، والتي تصل أسعارها أحيانًا بمئات الآلاف من الدولارات.

## التبادل اللامركزي
يقدم التبادل اللامركزي أدوات مالية تقليدية في بنية لا مركزية خارج سيطرة الشركات والحكومات المتمثلة بصناديق الاستثمار أو صناديق أسواق المال التي تتيح للمستخدمين كسب الفائدة. يتم الوصول إلى البرامج اللامركزية من خلال ملحق أو برنامج مستعرض يدعم ويب 3.0 مثل برنامج محفظة ميتاماسك الذي يسمح للمستخدمين بالتفاعل مباشرة مع سلسلة الإيثيريوم. يمكن للعديد من البرامج اللامركزية الاتصال والعمل معًا لإنشاء خدمات مالية معقدة.
نما موقع يونيسواب من سيولة 20 مليون دولار أمريكي إلى 2٫9 مليار دولار أمريكي في عام 2020. والذي يعتبر من أشهر مواقع التبادل اللامركزي لرموز الإيثريوم.

## المشاريع والبرامج
يتم اختبار البرامج والشبكات المستندة إلى الإيثريوم المستقلة عن سلسلة الإيثريوم العامة من قبل شركات برمجيات المؤسسات. والتي تشمل الأطراف المهتمة منها الشركات العالمية مثل شركة مايكروسوفت وآي بي إم وجي بي مورغان تشيس وديلويت وآر3. وتقوم بعض البنوك والمصارف والشركات بتجربة سلسلة الإيثريوم أمثال بنك باركليز، وبنك يو بي إس، ومصرف كريدي سويس وشركة أمازون وفيزا.

## التنظيم

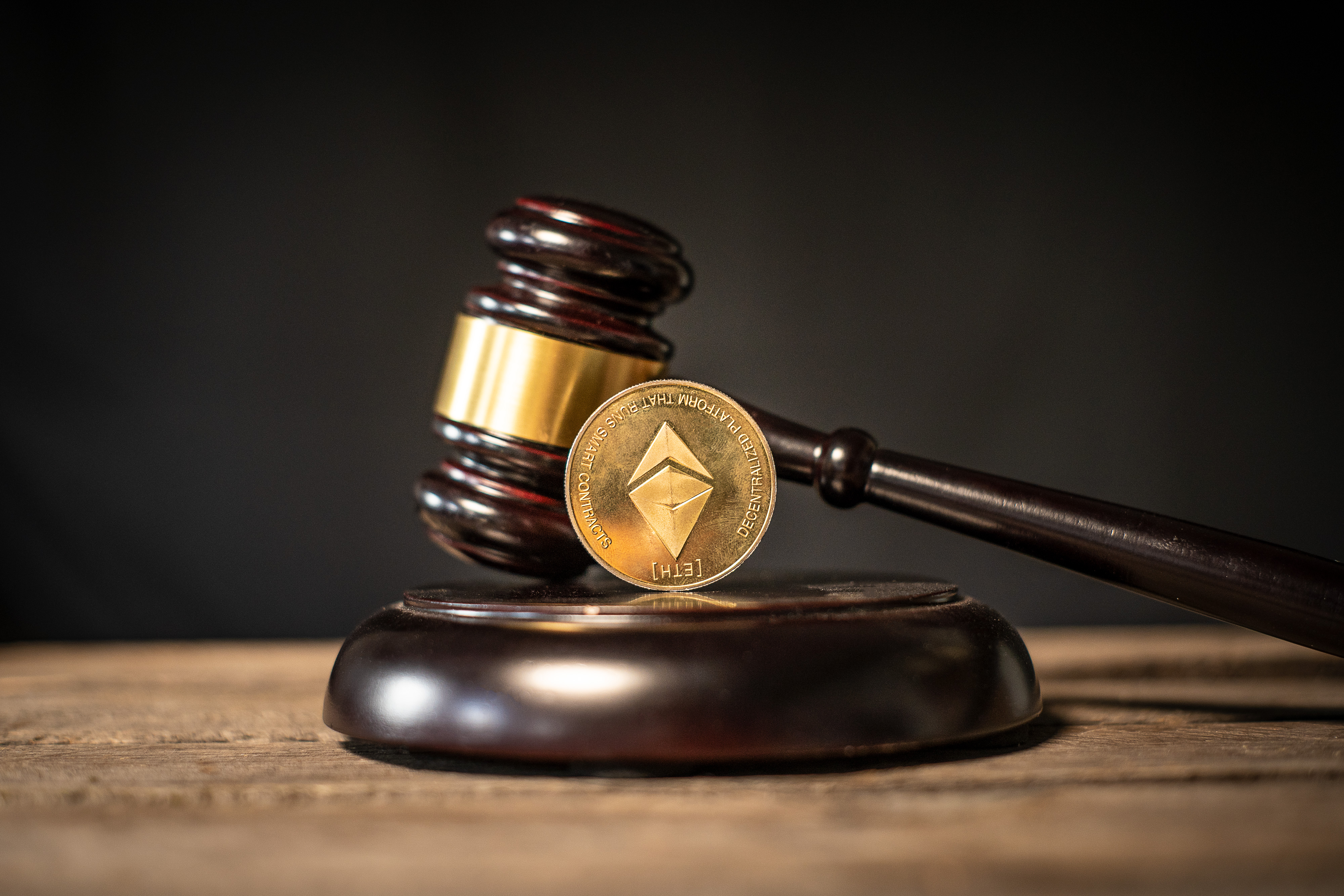

أعلن قانون حماية المستهلك للسلع الرقمية في أغسطس 2022 الذي سيتعامل مع الإيثريوم وغيرها من العملات المعماة كسلع أساسية، والتي ستنظمها لجنة تداول السلع الآجلة (CFTC).

## انظر ايضًا
- بيتكوين
- ساتوشي ناكاموتو
- أوبن سي
- رموز غير قابلة للاستبدال

## وصلات خارجية
- الموقع الرسمي
- إيثريوم على موقع Open Hub (الإنجليزية)